# Villino Rattazzi
Il villino Rattazzi è un edificio di Roma situato su via Boncompagni, nel rione R. XVII Sallustiano.
Fu edificato intorno al 1900, su progetto dell'architetto Giulio Podesti, per la famiglia Rattazzi, alla quale era appartenuto Urbano, terzo Presidente del Consiglio dei ministri del Regno d'Italia.
Dalla seconda metà del 2021, ospiterà la nuova sede di Netflix Italia.

## Descrizione
L'edificio si presenta come un severo parallelepipedo, arretrato rispetto all'asse viario, di tre piani fuori terra più seminterrato. Il corpo principale è preceduto da un breve avancorpo, più ristretto, che conferisce maggiore verticalità alla facciata su via Boncompagni, al centro della quale si apre il monumentale portone, ad arco a tutto sesto, sovrastato da una tettoia in ferro e vetro. Posteriormente è presente un retrocorpo trapezoidale affacciato sul giardino (oggi in massima parte adibito a parcheggio per autovetture).
Stilisticamente, Giulio Podesti si ispira ad un sobrio classicismo (bugnato in posizione angolare, cornici marcapiano, finestre con timpano al piano nobile) sul quale innesta elementi architettonici di derivazione rococò (finestre ovali con ricca decorazione a festoni, talvolta obliterate), configurando, nel complesso, un sobrio eclettismo.
L'eclettismo traspare anche dalla ricca decorazione degli stipiti (otto in totale) dei due cancelli d'ingresso su via Boncompagni, ornati con vasi, mascheroni, volute.